# José Eustasio Rivera
José Eustasio Rivera (Rivera, 19 febbraio 1888 – New York, 1º dicembre 1928) è stato uno scrittore colombiano.

## Biografia
José Eustasio Rivera Salas nacque in una famiglia umile. Studiò nelle scuole Santa Librada di Neiva e San Luis Gonzaga di Elías (Huila) e in seguito, grazie a una borsa di studio, nella Escuela Normal Central di Bogotá. Nel 1909 si trasferì a Ibagué, dove lavorò come ispettore scolastico. Nel 1912 entrò nella facoltà di Diritto della Universidad Nacional de Colombia, laureandosi come dottore in Diritto e Scienze Politiche. Contemporaneamente lavorò come impiegato del Ministero del Governo.
Dopo la morte di suo padre, Rivera divenne segretario avvocato della Commissione di frontiera Colombo-Venezuelana, e nel 1922 partì per una spedizione che lo portò nelle foreste dei confini, a conoscere la condizione dei coloni e l'abbandono della regione. Nel 1923 tornò a Bogotá e nel 1924 si dedicò a scrivere articoli di denuncia su ingiustizie e crimini commessi verso i colombiani nelle frontiere, senza però ottenere che le sue richieste venissero esaudite.
Nel 1925, Rivera venne eletto membro della Commissione Investigatrice delle Relazioni Estere e della Colonizzazione e pubblicò una serie di articoli di denuncia di ogni genere di irregolarità.
Morì a New York il 1º dicembre 1928, probabilmente di malaria cerebrale, di cui poteva essersi ammalato durante la sua permanenza nella foresta delle frontiere.

## Carriera letteraria
Già a scuola Rivera si distinse per il suo talento come scrittore, particolarmente di poesia. Scrisse più di 168 componimenti di taglio parnassiano, dove esprime amore e ammirazione per la natura. La sua Ode alla Spagna ottenne il secondo posto nei Juegos Florales di Tunja nel 1910, e fu pubblicata nel giornale El Tropical di Ibagué. Venne elogiato anche per l'Ode a San Matteo, scritta in onore dell'eroe dell'indipendenza Antonio Ricaurte.
Nel 1921 pubblicò il libro di sonetti Tierra de promisión, con il quale raggiunse una certa notorietà.
Nel 1922 cominciò a scrivere il romanzo La vorágine, che venne poi pubblicato nel 1924, a Bogotá, 

## Opere
- 1921 - Terra di promessa, libro di cinquantacinque sonetti. Rivera unì il sonetto classico dai versi endecasillabi con quello dai versi alessandrini, tipico della poesia modernista.
- 1924 - La voragine, di taglio naturalista, è non solo una delle più importanti opere della letteratura colombiana, ma della letteratura ispano-americana stessa. Racconta in prima persona l'avventura di Arturo Cova, che fugge dalle convenzioni sociali della rigida società colombiana dell'inizio del secolo XX. Questa fuga lo porta nelle pianure orientali, dove si separa accidentalmente da Alicia, la sua compagna. La ricerca di Alicia lo porterà nella foresta amazzonica della Colombia, dove Arturo sarà testimone della penosa schiavitù dei lavoratori che estraggono il caucciù per conto della ditta venezuelana Arana. La foresta, i suoi riti ancestrali e le sue allucinazioni, la lotta instancabile per la sopravvivenza sono i protagonisti di questo romanzo che racconta la tragedia sociale che soffre la Colombia. È considerato un romanzo moderno, che rompe con il romanticismo e il costumbrismo che fino a quel momento avevano dominato il romanzo colombiano.